# Параноидная шизофрения
Парано́идная шизофрени́я — тип шизофрении, характеризующийся доминированием галлюцинаций и/или бреда, при этом аффективное уплощение и кататонические симптомы могут присутствовать в лёгкой форме, но не являются основными в клинической картине бредового расстройства. Параноидный тип шизофрении — наиболее часто встречающийся. Особенность этого типа — обязательное наличие бреда парафренного, параноидного или паранойяльного типов. Характерно преобладание галлюцинаторно-параноидных клинических картин, менее выраженные дефицитарные симптомы и более позднее по сравнению с другими формами шизофрении начало (обычно около 25—35 лет, но может быть и позже). Поведение характеризуется враждебностью и агрессивностью, подозрительностью, напряжённостью, нетерпимостью, раздражительностью.
Термин «параноида́льная шизофрени́я» встречается главным образом в художественной литературе и употребляется непрофессионалами. В утверждённом Минздравом России переводе на русский язык Международной классификации болезней данная форма шизофрении называется «параноидной», как и в подавляющем большинстве психиатрических справочников и руководств.

## Основная информация
Параноидная шизофрения проявляется в основном через нарушение процессов мышления, которое выражается, главным образом, в искажённом восприятии или параноидном поведении и мышлении.
Клиническая картина характеризуется относительно стабильным, обычно параноидным бредом. Параноидная шизофрения чаще проявляется бредом преследования, величия, отношения, воздействия, иногда другими бредовыми идеями, например бредом ревности, эротическим или ипохондрическим бредом. Бредовые установки возникают либо остро, как озарение, либо постепенно в процессе перестройки личности. Слуховые галлюцинации наблюдаются чаще, чем тактильные, обонятельные и вкусовые галлюцинации. Кататонические симптомы, волевые и речевые нарушения, а также расстройства эмоциональной сферы обычно слабо выражены.
Параноидная шизофрения может сопровождаться чрезмерной религиозностью.
Наблюдается снижение психической активности (снижение энергетического потенциала).
У больных параноидной шизофренией с депрессивно-бредовой симптоматикой может обнаруживаться упорная суицидальная активность.
Иногда выделяются два типа течения параноидной шизофрении: галлюцинаторный (псевдогаллюцинаторный) и бредовый, в зависимости от преобладания в картине болезни того или иного. Л. М. Елгазина (1958) и Е. Д. Соколова (1967) также выделяли данные варианты течения (то есть галлюциноза и преобладания бредовых расстройств). Л. М. Елгазина утверждала, что даже на инициальном этапе развития болезни можно определить галлюцинаторно-бредовый или бредовый вариант развития болезни.

### Этапы развития болезни

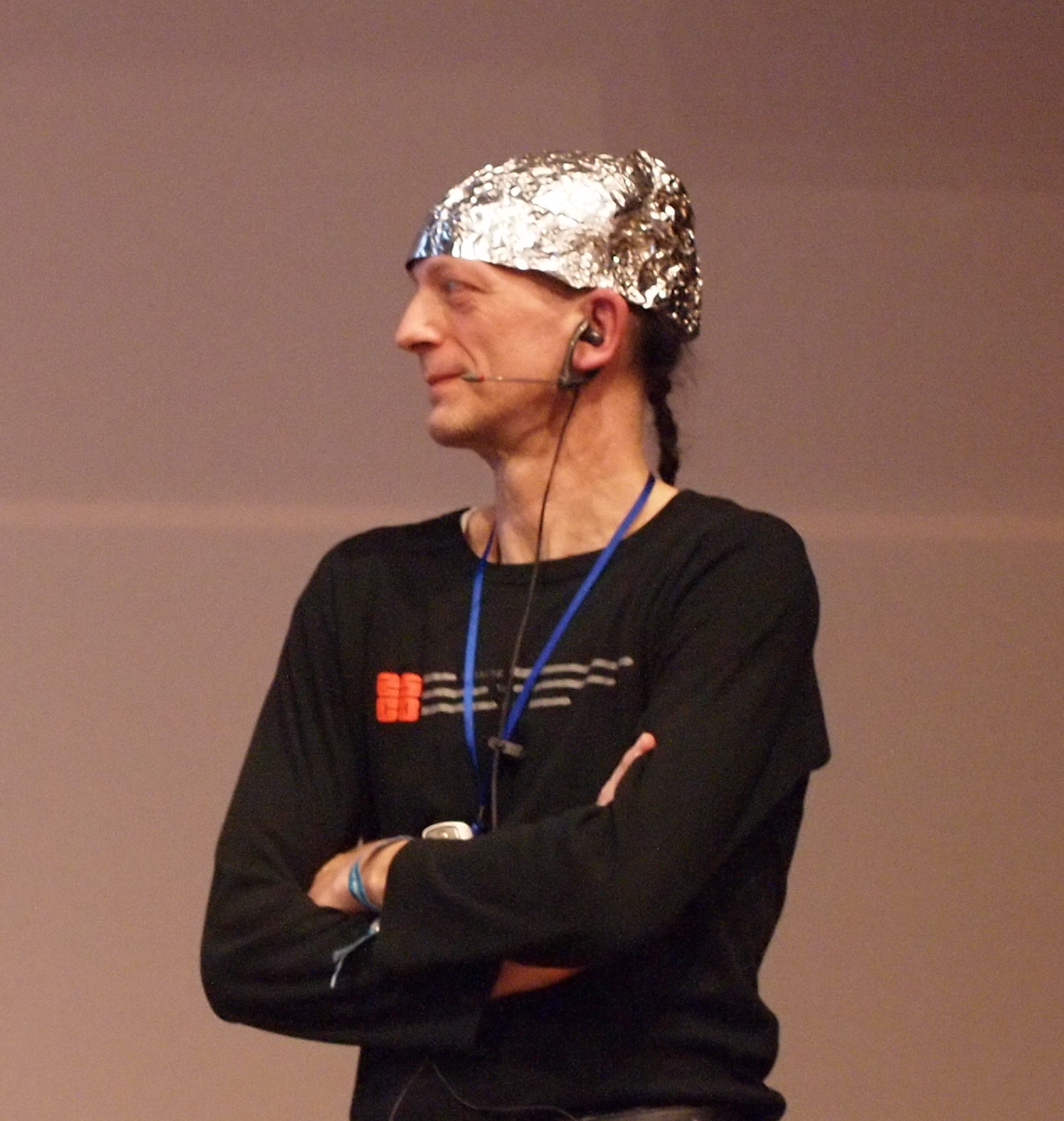
При бреде воздействия при синдроме Кандинского — Клерамбо больной может ощущать воздействие, якобы, психотронного оружия, от которого его спасает шапочка из фольги.

Параноидная шизофрения обычно проходит несколько этапов, при этом отмечается стереотип развития болезни: инициальный, паранойяльный (этап бреда, не сопровождающегося галлюцинациями и явлениями психического автоматизма), параноидный (этап бреда с несистематизированными бредовыми идеями политематического содержания и галлюцинациями, или синдром Кандинского — Клерамбо с идеями воздействия), парафренический (парафренный) с фантастическим бредом, и завершение болезни, конечное состояние — выраженный шизофренический дефект. Однако последовательная смена психопатологических синдромов при параноидной шизофрении необязательна и не всегда отмечается:11. В литературе описаны быстрые случаи перехода паранойяльного синдрома в парафренический синдром, минуя параноидный и галлюцинаторно-параноидный этап; такие случаи свидетельствуют о неблагоприятном течении болезни:105.
Инициальный этап болезни может проявляться психопатоподобными расстройствами (расстройствами, имеющими сходство с расстройствами личности), деперсонализацией, навязчивостями, сенестопатиями или ипохондрией. У некоторых больных в инициальном этапе наблюдаются недоверчивость, сужение круга интересов, блеклость эмоциональных реакций и ригидность. При галлюцинаторном варианте параноидной шизофрении на инициальном этапе могут наблюдаться психопатоподобные (псевдопсихопатические) и неврозоподобные (псевдоневротические) расстройства. Длительность инициального периода может быть от 10 лет и более.
Когда происходит манифестация болезни, обычно проявляется интерпретативный бред с различной степенью систематизации бредовых идей. Систематизированный интерпретативный бред может сопровождаться гипербулией, то есть повышенной волевой активностью больных: больные с бредом изобретательства или реформаторства обращаются во всевозможные инстанции с целью немедленной реализации их идей, больные бредом преследования стремятся обнаружить своих врагов, больные бредом ревности делают всё возможное для разоблачения своих мнимых соперников и т. п. Иногда психозы, которые характеризуются высокой степенью систематизации монотематического бреда, затягиваются на изрядно долгое время, для этих случаев выделяется особый подтип параноидной шизофрении — паранойяльная шизофрения. Паранойяльная шизофрения в адаптированной для использования в Российской Федерации носит код F22.82 и относится к группе бредовых расстройств.
Затем паранойяльный этап может смениться синдромом Кандинского — Клерамбо, которому могут предшествовать возникающие психические автоматизмы, тревожно-боязливое возбуждение, чувство страха и надвигающейся опасности. Формироваться этот синдром может по-разному: иногда возникают бредовые расстройства с одним или двумя видами психических автоматизмов, а иногда, помимо бреда воздействия и преследования, развиваются идеаторные или другие виды психических автоматизмов с постепенным расширением их круга и образованием полного синдрома овладения.
Затем следует этап парафрении (парафренического синдрома). Возникновение признаков парафрении в клинической картине синдрома Кандинского — Клерамбо происходит постепенно. Идеи воздействия при этом могут меняться с вредоносных на «доброжелательные», происходит повышение фона настроения. Впоследствии возникает бред величия фантастического и абсурдного содержания (больной, к примеру, может верить, что на него возложена особая миссия, что он влияет на судьбы всех людей и даже Вселенной и т. п.). В рубрику «параноидная шизофрения» Международной классификации болезней 10-пересмотра (F20.0) включается парафренная шизофрения, не имеющая нозологической самостоятельности, а считающаяся разновидностью (этапом) параноидной шизофрении.
Последняя стадия — шизофренический дефект (дефектное состояние), или конечное состояние. При ней может наблюдаться шизофазия (явление, когда речь грамматически построена правильно, но лишена какого бы то ни было смысла и содержания). Поведение больных с шизофазией обычно упорядочено, внешне правильно. В конечных состояниях при параноидной шизофрении диагноз изменяется на остаточную шизофрению (F20.5).

### Западные исследователи о клинике шизофрении
Карл Клейст (1947) выделял следующие формы параноидной шизофрении: типичные, атипичные, экстенсивные и комбинированные:14. При атипичных и комбинированных формах чаще всего наблюдалось ремиттирующее течение:14.
Гохе Альфред (1934) считал отличительным признаком параноидной шизофрении изменения личности, которые предшествуют бредовым переживаниям:14. По его мнению, для параноидной шизофрении менее характерна систематизация бреда, характерно довольно острое его развитие, и по мере прогрессирования болезни бред становится всё более бессвязным и фантастическим:14.
Карл Леонгард (1957) делил эндогенные психозы на множество форм, при этом параноидные психозы он относил к систематизированной шизофрении, а формы парафрении, которые выделял Эмиль Крепелин,— к параноидной шизофрении:14.
Г. Бенедетти (1962) указывал характерный для параноидной шизофрении синдром — галлюцинаторно-параноидный синдром:16. По его исследованиям, начало болезни может быть острым или медленным, а течение — непрерывным либо волнообразным:16. Бенедетти относил к параноидной шизофрении все известные формы парафрении:16.

### Онейроидные состояния
При параноидной шизофрении также может наблюдаться онейроидный синдром. Т. А. Климушевой (1965) были описаны особенности онейроидных состояний при параноидной шизофрении с синдромом Кандинского — Клерамбо:9. У наблюдаемых ею больных онейроидные состояния были в виде «ориентированного» онейроида, были непродолжительны по времени, характеризовались чувством «сделанности», а их развитие происходило на фоне переходящей галлюцинаторно-бредовой спутанности или кататонической симптоматики:9.
При начале заболевания протекание онейроидных состояний происходило в рамках зрительных псевдогаллюцинаций, они были кратковременными, неразвёрнутыми и аффективно (эмоционально) насыщенными:10. Онейроидные состояния в стадии выраженного процесса имеют сложную структуру с истинными галлюцинациями, бредом особого значения или бредом инсценировки, а также ложными узнаваниями.
Онейроидные и близкие к ним переживания при параноидной шизофрении также описаны такими авторами, как В. Н. Фаворина (1959), М. П. Подобед (1969), Г. Н. Шумский (1974), С. М. Лифшиц (1965):10.
Вильгельм Майер-Гросс описывал больного параноидной шизофренией с онейроидным расстройством с переживанием Конца света:13. В данном случае психоз постоянно редуцировался, и на первый план выступал депрессивно-параноидный синдром, который состоял из бредового восприятия в виде бреда греховности (характерный для депрессивных состояний) и бреда преследования:13. Этим клиническим примером Майер-Гросс подчёркивал трудность деления параноидной шизофрении на клинические формы, обосновывая это существованием переходных форм и многоликостью её психопатологических проявлений:13.

### Аффективные расстройства
При параноидной шизофрении также встречаются аффективные расстройства (расстройства настроения): гипомания, мания, стёртые депрессии, угрюмо-злобное настроение и аффективные колебания:9. Повышенное настроение обыкновенно предшествует наступлению парафренического этапа параноидной шизофрении:9.
М. В. Сивановой и Е. Н. Ефремовой (1973) были описаны особенности маниакального синдрома у 30 больных параноидной шизофренией:10. У 16 больных маниакальный синдром сопровождал парафренный синдром, у 8 — отмечался в начале психоза, у оставшихся 6 — возник на фоне терапии антипсихотическими препаратами (при этом был кратковременен):10.
Маниакально-бредовое состояние при приступообразном течении шизофрении в российской адаптированной версии МКБ-10 включается в рубрики F30.24 «маниакально-бредовое состояние с неконгруэнтным аффекту бредом» и F31.24 «маниакально-бредовое состояние, биполярный тип, с неконгруэнтным аффекту бредом». В случае, если маниакальные симптомы чётко выражены и долговременны, более уместен диагноз шизоаффективного расстройства.

## Мономорфный (параноидный) и галлюцинаторный типы болезни
Некоторые исследователи выделяют два типа параноидной шизофрении: мономорфный (параноидный) и галлюцинаторный («галлюцинаторный эквивалент»):73. Развитие просто галлюцинаторного варианта или галлюцинаторно-параноидного типа параноидной шизофрении в некоторых случаях можно предсказать по особенностям инициального и начального этапа развития психического расстройства:73.

## Классификация

### МКБ-9
Согласно Международной статистической классификации болезней, травм и причин смерти 9-го пересмотра (МКБ-9), адаптированной для использования в СССР, параноидная шизофрения имела ряд клинических вариантов: 295.31 — параноидная форма (неблагоприятный вариант), 295.32 — параноидная форма (типичный вариант), 295.33 — параноидная форма (приступообразно-прогредиентное течение), 295.39 — параноидная форма с неуточнённым типом течения. Отдельно выделялась 295.53 — вялотекущая параноидная (паранойяльная) шизофрения, которая являлась подтипом вялотекущей шизофрении.

### МКБ-10
Врачам и научным работникам в России достаточно часто приходится проводить диагностику шизофрении не только по отечественной классификации, но и по МКБ-10. Ниже представлены официальные общие критерии параноидной, гебефренической, кататонической и недифференцированной шизофрении (F20.0—F20.3). Согласно МКБ-10, для постановки диагноза должен наблюдаться хотя бы один из следующих признаков:
(a) «эхо» мыслей (звучание собственных мыслей), вкладывание или отнятие мыслей, открытость мыслей окружающим;
(b) бред овладения, воздействия или пассивности, отчётливо относящийся к телу или конечностям, мыслям, действиям или ощущениям; бредовое восприятие;
(c) галлюцинаторные «голоса», комментирующие или обсуждающие поведение больного; другие типы «голосов», идущих из различных частей тела;
(d) устойчивые бредовые идеи, которые культурно неадекватны, нелепы, невозможны и/или грандиозны по содержанию.
Либо должны наблюдаться по крайней мере два из следующих «меньших» симптомов:
(e) стойкие галлюцинации любого вида, если они имеют место ежедневно на протяжении минимум одного месяца и сопровождаются бредом (который может быть нестойким и полуоформленным) без отчётливого аффективного содержания;
(f) неологизмы, шперрунги (перерывы в мышлении), приводящие к разорванности или несообразности в речи;
(g) кататоническое поведение, например возбуждение, застывание или восковая гибкость, негативизм, мутизм и ступор;
(h) «негативные симптомы» (но не обусловленные при этом депрессией или фармакотерапией), как правило, приводящие к социальному отчуждению и снижению социальных показателей; симптомы, которые могут быть выражены: апатией, речевым обеднением или сглаженностью, неадекватностью эмоциональных реакций;
(i) достоверные и последовательные изменения общего качества поведения, проявляющиеся утратой интересов, бесцельностью, поглощённостью собственными переживаниями, социальным отчуждением.
Диагностические указания
При этом указанные симптомы должны отмечаться не менее месяца. Состояния, отвечающие данным критериям, но продолжающиеся менее месяца, классифицируются как острое шизофреноподобное психотическое расстройство (F23.2 с добавочным четвёртым знаком, обозначающим характер расстройства), а если они впоследствии продолжаются свыше месяца, то диагноз изменяется (перекодируется) на соответствующую форму шизофрении.
При развитии симптомов шизофрении вместе с выраженными симптомами других расстройств (аффективными: маниакальных или депрессивных эпизодов, эпилептическими, при других болезнях мозга, при алкогольной или наркотической интоксикации или при синдроме отмены) диагноз шизофрении не выставляется, и применяются соответствующие диагностические категории и коды. Диагноз шизофрении ставится, если случай отвечает критериям маниакального эпизода F30- или депрессивного эпизода (F32-), но вышеперечисленные общие критерии выявляются до развития расстройства настроения.
Симптом (i) в приведённом выше списке относится только к диагнозу «простой тип шизофрении» (F20.6), и требуется продолжительность наблюдения симптоматики врачом-психиатром не менее одного года.
Согласно МКБ-10, диагноз параноидной шизофрении ставится при соответствии следующим критериям:

- А. Должны выявляться (F20.0—F20.3) общие критерии шизофрении.
- Б. Должны быть выраженными бред и галлюцинации (такие как бред преследования, значения и отношения, высокого родства, особой миссии, телесного изменения или ревности; «голоса» угрожающего или императивного характера, обонятельные или вкусовые галлюцинации, сексуальные или другие телесные ощущения).
- В. Эмоциональная сглаженность, неадекватность эмоций, кататонические симптомы, разорванная речь не должны доминировать в клинической картине, хотя они могут присутствовать в лёгкой степени выраженности.

Оригинальный текст (англ.)
- A. The general criteria for Schizophrenia (F20.0—F20.3 above) must be met.
- B. Delusions or hallucinations must be prominent (such as delusions of persecution, reference, exalted birth, special mission, bodily change or jealousy; threatening or commanding voices, hallucinations of smell or taste, sexual or other bodily sensations).
- C. Flattening or incongruity of affect, catatonic symptoms, or incoherent speech must not dominate the clinical picture, although they may be present to a mild degree.

— Международная классификация болезней Десятого пересмотра (МКБ-10)

#### Дифференциальный диагноз
Важно исключить острые транзиторные психотические расстройства, шизоаффективное расстройство, хроническое бредовое расстройство и органическое бредовое расстройство. При острых транзиторных психотических расстройствах может присутствовать негативная и позитивная симптоматика шизофрении, но они, как правило, проходят в течение 2 недель. Немаловажно исключить факт индуцированного бреда, который может присутствовать, например, при воспитании детей в семье больных психическим заболеванием.
Бред при шизофрении отличается от бреда при бредовом расстройстве своей нелепостью и вычурностью, политематичностью и фрагментарностью.

#### Варианты течения и обозначение ремиссии
Течение параноидной шизофрении может быть хроническим (непрерывным) или эпизодическим (приступообразным) с частичной или полной ремиссией.
Типы течения заболевания кодируются добавлением пятого знака:
- непрерывное F20.00;
- эпизодическое с нарастающим дефектом F20.01;
- эпизодическое со стабильным дефектом F20.02;
- эпизодическое ремиттирующее (рекуррентное) F20.03;
- неполная ремиссия F20.04;
- полная ремиссия F20.05;
- другое F20.08;
- течение неясное, период наблюдения недостаточен F20.09.

В адаптированном для использования в Российской Федерации варианте МКБ-10 «другое течение» обозначается кодом F20.07, а кодом F20.09 — период наблюдения менее года.
А. В. Снежневский отмечал, что понятие «непрерывное течение» относительно. В сущности все формы шизофрении, в том числе и непрерывные по течению, «протекают с периодами обострений и временного затишья (ремиссии)».
Наличие или отсутствие ремиссии в адаптированной версии обозначается шестым знаком кода, а при наличии ремиссии и указание её характера. Обозначение типа ремиссии на примере параноидной шизофрении:
- F20.0x4 неполная ремиссия;
- F20.0x5 полная ремиссия;
- F20.0x6 отсутствие ремиссии;
- F20.0x8 другой тип ремиссии;
- F20.0x9 ремиссия БДУ.

### DSM
В американском Диагностическом и статистическом руководстве по психическим расстройствам 2-го издания (DSM-II) присутствовал «параноидный тип шизофрении» (код в руководстве 295.3). Выделялось 3 подтипа, в зависимости от преобладающих симптомов: hostile (враждебный), grandiose (величественный) и hallucinatory (галлюцинаторный).
Диагностические критерии параноидного типа шизофрении (295.3x) в DSM-III-R (3-е пересмотренное издание):

- А. Преобладание одной или нескольких систематизированных бредовых систем или частых слуховых галлюцинаций, связанных с одной темой.
- Б. Отсутствие следующих проявлений: бессвязность речи, выраженное облегчение (неадекватность) ассоциаций, уплощённый или значительно нарушенный аффект, кататоническое поведение, резко дезорганизованное поведение.

Оригинальный текст (англ.)
- A. Preoccupation with one or more systematized delusions or with frequent auditory hallucinations related to a single theme.
- B. None of the following: incoherence, marked loosening of associations, flat or grossly inappropriate affect, catatonic behavior, grossly disorganized behavior.

Диагностические критерии параноидного типа шизофрении (295.30) в DSM-IV-TR (4-е пересмотренное издание):

- А. Преобладание одной или нескольких бредовых систем или частых слуховых галлюцинаций.
- Б. Отсутствие следующих проявлений: дезорганизованная речь, кататоническое или дезорганизованное поведение, уплощённый или неадекватный аффект.

Оригинальный текст (англ.)
- A. Preoccupation with one or more delusions or frequent auditory hallucinations.
- B. None of the following is prominent: disorganized speech, disorganized or catatonic behavior, or flat or inappropriate affect.

В следующем издании DSM-5 типы шизофрении отсутствуют.

## Терапия
Острый манифестный психоз при данном расстройстве лечится нейролептическими средствами и дезинтоксикационной терапией:158. Нарастание негативных расстройств можно предотвратить малыми дозами рисперидона (до 2 мг) и других нейролептиков:158. Рисперидон и флупентиксол показали эффективность при лечении больных параноидной шизофренией, в том числе при улучшении их когнитивных способностей.
Для поддерживающей терапии применяют антипсихотики-пролонги (галоперидол-депо, лиородин-депо), и карбонат лития при присутствии в структуре психоза аффективных нарушений:158.
При резистентности к нейролептическим средствам применяют монолатеральную электросудорожную терапию:158.